# Zor Taqsis
Zor Taqsis (tiếng Ả Rập: زور تقسيس) là một ngôi làng Syria nằm ở phó huyện của huyện Hama ở tỉnh Hama. Theo Cục Thống kê Trung ương Syria (CBS), Zor Taqsis có dân số 1.112 trong cuộc điều tra dân số năm 2004.